# Varkenshoek
Varkenshoek is een voormalig gehucht in Rosmalen. Varkenshoek lag op de plek waar nu het terrein van Heijmans is gevestigd bij Knooppunt Hintham.
Het gehucht lag ten zuiden van het gehucht Molenhoek. Varkenshoek is te vinden op oude landkaarten, maar in het huidige landschap is er niets meer wat aan het gehucht herinnert.

## Trivia
- Varkenshoek werd vroeger wel ingetekend op landkaarten. Dit gebeurde soms ook op de verkeerde plek, soms ten oosten van het gehucht Molenhoek. Feitelijk lag het dus waar nu het terrein van Heijmans ligt.

Noord-Brabant: Steden en dorpen      Nederland: Provincies · Gemeenten